# Comune di Egedal
Il comune di Egedal è un comune danese situato nella regione di Hovedstaden con sede amministrativa nella cittadina di Ølstykke.
Il comune è stato costituito in seguito alla riforma amministrativa del 1º gennaio 2007 accorpando i precedenti comuni di Ledøje-Smørum, Ølstykke e Stenløse.

## Centri abitati
I centri abitati principali del comune sono:
- Ølstykke-Stenløse (23 344)
- Smørumnedre (10 729)
- Ganløse (2 877)
- Veksø (1 794)